# 塞克 (上比利牛斯省)
43°01′03″N 0°29′24″E / 43.01752°N 0.489912°E
塞克（法語：Seich）是法国上比利牛斯省的一个市镇，属于巴涅尔德比戈尔区。该市镇总面积7.17平方公里，2009年时的人口为65人。

## 人口
塞克人口变化图示